# 평양호텔
평양호텔(平壤-)은 조선민주주의인민공화국 평양시에 위치한 호텔이다. 평양시 오탄동에 위치하고 대동강의 좌안에 위치해 있다. 1961년에 개장되었고 4층으로 되어 있으며 170개의 방으로 구성되어 있다. 1961년에 개장하여 설립되었고 현재 운영 중이다.